# 若尔当·波坦
若尔当·波坦（法語：Jordan Pothain，1994年10月14日—）生于伊泽尔省埃希罗勒，是一名法国男子游泳运动员，主攻中距离自由泳，曾在格勒诺布尔-阿尔卑斯大学修读体育科技与运动学。他于2015年世界游泳锦标赛上完成加入成年国家队后的国际大赛首秀。2016年12月，他在世界短池游泳锦标赛上收获男子4×100米自由泳接力银牌，这是他的首个国际主要比赛奖牌。